# Мусин, Нугуман Сулейманович
Нугума́н Сулейма́нович Му́син (баш. Мусин Ноғман Сөләймән улы; 17 июля 1931, д. Кулгунино, Ишимбайский район, Башкирская АССР — 31 октября 2021) — советский башкирский писатель и поэт. Народный писатель Республики Башкортостан (2001 год). Заслуженный работник культуры Башкирской АССР (1981). Удостоен Республиканской премии имени Салавата Юлаева (1991). Кавалер ордена Салавата Юлаева.

## Биография
Нугуман Мусин — один из ведущих прозаиков современной башкирской литературы.

### Образование
- 1947 год окончил Макаровскую среднюю школу,
- 1949—1951 — студент Стерлитамакского учительского института.
- 1951 год окончил Башкирский государственный университет (ныне Уфимский университет науки и технологий).

## Место работы
Мусин Нугуман Сулейманович с 1947 по 1948 год работал учителем, с 1951 инспектор отд. народного образования Макаровского района.
С 1953 года — сотрудник газеты «Совет Башkортостаны». С 1958 года — литературный сотрудник, ответственный секретарь журнала «Эдэби Башкортостан».
В 1962—1965 годах — литературный сотрудник газеты «Совет Башкортостаны».

## Творчество
Н. Мусин начал писать стихи еще в студенческие годы. Но своё призвание он нашел в прозе. Первый его рассказ «Мой друг» появился в журнале «Эдэби Башкортостан» в 1954 году. С тех пор писателем созданы многочисленные рассказы и очерки, повести и романы. В его творчестве значительное место занимают произведения, написанные как раздумья о будущем деревни, о её людях. В рассказах «На берегу Нугуша», «Сложная операция», «Земля любит преданного», в повестях «Краса земли», «Дорога моей деревни», «Человек улыбается», «Невеста из глухомани», в романе «Люди дальних дорог» анализируются пути развития башкирского аула.
Н. Мусин — страстный защитник природы, леса. Во многих очерках, рассказах, повестях и романах он выступает за сохранение и умелое использование этого богатства. Тема природы и роль человека в ней проходит через все творчество Н. Мусина (повести «Зухра», «Краса земли», дилогия «Вечный лес»). Он создал целую галерею ярких образов из истории башкирского народа и своих современников.
Главной привязанности Н. Мусина — башкирскому лесу — посвящена серия романов о нелегком труде людей, связанных с лесом. Это дилогия «Вечный лес», роман «Белый олень на Синь-горе» и его продолжение «Выходи в путь на заре».
Произведения писателя отличаются динамизмом, глубоким драматизмом сюжета, психологической мотивированностью поступков героев. Он умеет расширять событийное действие произведений и во временном, и в пространственном отношении. Поэтому очень удачны в его романах экскурсы в прошлое, стремление найти связь между прошлым и настоящим.